# 오카모치

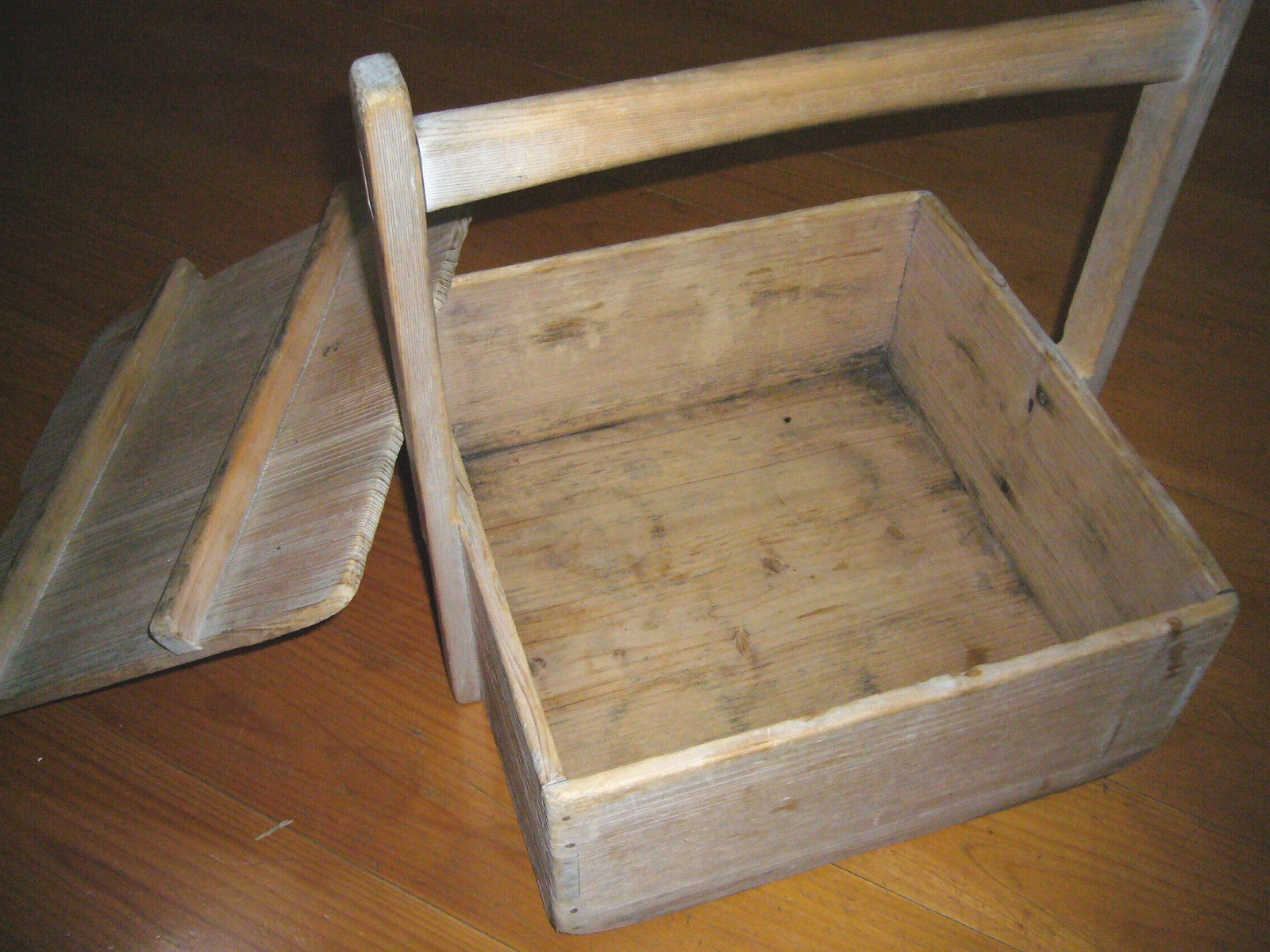
고전적인 목제 오카모치.

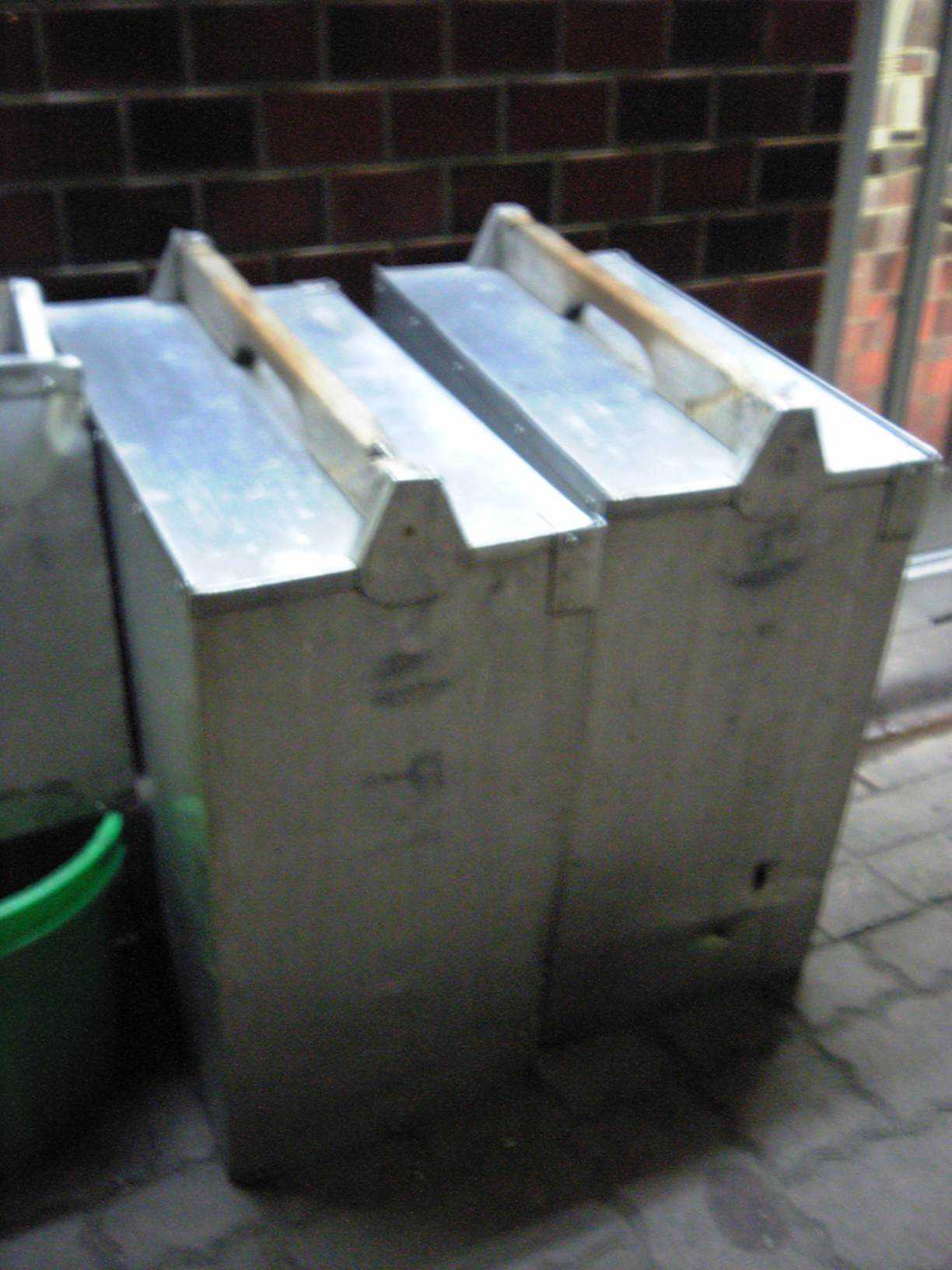
알루미늄제 켄돈바코.

오카모치(일본어: 岡持ち)는 일본에서 요리나 식품을 넣어 옮기는 상자다. 과거에는 모내기나 벼베기 같은 야외작업시 새참 운반용으로 사용되었고, 오늘날에는 주로 배달음식점에서 사용된다.
뚜껑 달린 상자의 양쪽에 긴 자루가 달렸고, 자루 사이로 손잡이가 붙은 구조로 되어 있다. 상자 윗면이 아닌 전면(前面)에 뚜껑이 있는 타입도 있다. 이런 경우 끼워넣는 뚜껑을 상하로 슬라이드하게 되어 있는데, 이 슬라이드하는 기구를 켄돈(일본어: 倹飩 검돈[*])이라고 한다. 그래서 이런 유형의 오카모치를 켄돈바코(일본어: 倹飩箱)라고도 부른다.